# Tenerife Bluetrail
La Tenerife Bluetrail by UTMB® (anteriormente CajaMar Tenerife Bluetrail o Fred. Olsen Tenerife Bluetrail) coloquialmente conocida como “la Blue”, es la carrera más alta de España y la segunda de Europa. Es una ultramaratón por montaña que ofrece diez modalidades de distintas características para personas con o sin discapacidad. 
Se celebra en la isla de Tenerife (España) desde el año 2011 organizada por el Cabildo de Tenerife a través de la empresa pública Ideco. A partir de 2015 se celebra en el mes de junio ―antes se celebraba en octubre, pero en 2015 la carrera tuvo que ser suspendida debido a un fuerte temporal―.
En 2024 la Tenerife Bluetrail se une al circuito de las UTMB® WORLD SERIES lo que la convierte en la segunda cita española donde corredores nacionales e internacionales podrán conseguir Running Stones y aumentar sus probabilidades de acceder al Dacia UTMB® Mont-Blanc, que se celebra a finales del mes de agosto en Chamonix (Francia).
Un tramo atraviesa el Parque Nacional del Teide ―declarado Patrimonio de la Humanidad desde 2007― y asciende hasta La Rambleta (3.555 m), donde comienza el descenso hacia el lado norte y concluye también a orillas del mar en el municipio del Puerto de la Cruz. Por esta razón, es uno de los acontecimientos deportivos más importantes de las Islas Canarias y una de las carreras de Canarias con más repercusión internacional, atrayendo a corredores de diferentes lugares del país y del mundo.
La Tenerife Bluetrail está considerada como una de las diez mejores carreras de trail running que se celebran en España.

## Modalidades
El circuito ofrece diez modalidades: Tenerife Bluetrail 110K, Tenerife Bluetrail 73K, Tenerife Bluetrail 47K, Tenerife Bluetrail 47K Relay, Tenerife Bluetrail 24K, Vertical Night Challenge, Family Race (5 km), Peque Race (1km), Reto Tenerife Bluetrail (8km, 5 km y 1km) y un recorrido para joëlettes.

### 110K
La prueba reina de la Tenerife Bluetrail, de 110 kilómetros (anteriormente llamada Ultra), sale desde la Playa de Los Cristianos. Cruza la isla de sur a norte ascendiendo hasta los 3.555 metros para concluir en una meta, otra vez a pie de playa, en la localidad turística del Puerto de la Cruz.
La carrera, con sus 6.250 metros de desnivel positivo, permite correr entre roques y conos volcánicos, ascender entre las irregulares rocas de los malpaíses, tomarse un respiro contemplando el amanecer y la isla en su totalidad desde la cumbre del Teide, para luego bajar vertiginosamente entre bosques de pinares y rincones de laurisilva hasta alcanzar senderos al borde del mar en la costa norte de Tenerife.

### 73K
Esta modalidad (anteriormente llamada Trail), de 73 kilómetros, arranca desde el pueblo de Vilaflor de Chasna, el más alto de Canarias . Su trazado se adentra en el Parque Natural de la Corona Forestal por el camino Real de Chasna, una vía pedestre con más de 500 años de historia que cruza la isla de sur a norte y constituye la mayor parte del trazado del sendero GR 131. Los participantes en esta modalidad podrán disfrutar de las impresionantes vistas panorámicas que ofrecen las cumbres de Tenerife. 
El trazado cruza la isla de sur a norte; pasando por el Paisaje Lunar, uno de los más espectaculares de Tenerife por el aspecto de otro planeta que ofrecen sus montañas delgadas y afiladas. Los corredores darán por concluida la carrera una vez crucen la línea de meta ubicada en el Puerto de la Cruz.

### 47K
La línea de salida de esta modalidad, en años anteriores llamada Maratón, está situada en el pueblo orotavense de Pinolere. Con 2.600 metros de desnivel positivo y 3.200 de desnivel negativo, el trazado ofrece uno de los desafíos más atractivos y mágicos: la subida al Asomadero, una pared vertical de más de 600 metros positivos en poco más de 2 kilómetros. Tras un recorrido de 47 kilómetros la meta se sitúa en el Puerto de la Cruz.

### 47K Relay
La nueva modalidad propone una travesía para el primer corredor que arranca en el Parque Etnográfico de Pinolere, ubicado en las alturas del municipio de La Orotava. Un desafío de 22,5 kilómetros espera entre los impresionantes bosques de laurisilva y los majestuosos pinares, una experiencia que cautivará a todos los participantes.
El segundo corredor asume la estafeta en el Área Recreativa de Chanajiga, en Los Realejos. Aquí le aguardan 24,5 kilómetros llenos de magia, que culminan con la ascensión al icónico Asomadero, una pared vertical con más de 600 metros de desnivel positivo en poco más de 2 kilómetros, un reto que también deberán superar los participantes en las demás carreras largas.
A partir de ese punto, solo resta dejarse llevar por el descenso con vistas al mar, en el trayecto hacia la meta en el Puerto de la Cruz.

### 24K
La carrera que hasta el 2023 se había llamado Media se trata de un trayecto de 24 kilómetros que ofrece una aventura mágica entre el verde del monte de Tenerife y el océano Atlántico. 
Este recorrido comienza en el municipio de Los Realejos, ubicado en la zona norte de Tenerife, llevando a los corredores a través de un entorno natural con paradas obligatorias en el Asomadero y en la Rambla de Castro, un sendero costero que impresiona por su peculiar paisaje.
La prueba, con un desnivel positivo de 1.300 metros y un desnivel negativo de 1.900, parece atraer especialmente a los amantes de las carreras de montaña, ya que año tras año agota todas las inscripciones disponibles.

### Vertical Night Challenge
Se trata de la carrera nocturna de la Tenerife Bluetrail by UTMB® 2024. El desafío incluye la subida al Asomadero, una empinada pared vertical de más de 630 metros de desnivel en 2,2 kilómetros.
La Vertical Night Challenge parte de la Plaza Viera y Clavijo de Los Realejos, abarcando 3,5 kilómetros y 760 metros de desnivel positivo, con vistas extraordinarias del Valle de La Orotava. 

### Family Race
Esta modalidad está pensada para familias de hasta cinco miembros que deben recorrer un circuito urbano no competitivo de 5,3 kilómetros. Los grupos deben tener al menos un adulto y un menor, y pueden incluir hasta cinco miembros.

### Peque Race
Es la Tenerife Bluetrail de los más pequeños, quienes deberán recorrer 1 kilómetro hasta llegar a la meta.

### Reto
La Tenerife Bluetrail continúa promoviendo la inclusión con circuitos de 7, 5 y 1 kilómetro para todos. La carrera comienza desde tres puntos distintos: Mirador de San Pedro, Barranco de San Felipe y Casa de la Aduana. Esta modalidad emocionante brinda satisfacción y reconocimiento al esfuerzo de los participantes, siendo recompensada por el público.

### Joëlettes
Es una modalidad inclusiva para deportistas que necesitan asistencia técnica. La carrera adaptada consta de 7 kilómetros desde el Mirador de San Pedro hasta la playa de Martiánez. Hasta 10 equipos de 5 personas pueden participar. Promueve la inclusión, el deporte y la solidaridad al eliminar barreras físicas y mentales para la integración efectiva de personas con diversidad funcional.

## Repercusión
La Tenerife Bluetrail se la considera una de las ultramaratones de montaña más importantes de Canarias y España. En 2017 por ejemplo, la carrera contó con unos 2.700 corredores procedentes de 33 países: Italia, Alemania, Reino Unido, Argentina, Estados Unidos, Holanda, Francia, Austria, Bélgica, Argelia, China, Eslovaquia, Finlandia, Hungría, Irlanda, Polonia, Turquía, Rumanía, Rusia, Albania, Andorra, Australia, Chile, Dinamarca, Estonia, Lituania, Montenegro, Paraguay, Portugal, Suiza, Uruguay y Uzbekistán.

## Palmarés
La carrera cuenta con el aval de la Ultra-Trail de Mont-Blanc, por lo que las pruebas son puntuables y los corredores reciben un índice de rendimiento UTMB en la categoría de la distancia en la que compiten. 

### Ultramaratón
| 2022 | Fotis Zisimopoulos                    | Grecia                                | 12:25:44                              | Nina Kreisherr                              | Suiza                                       | 16:24:01                                    |                                             |                                             |                                             |
| 2021 | David Calero Rodríguez                | España                                | 12:54:16                              | Maryline Nakache                            | Francia                                     | 14:36:26                                    |                                             |                                             |                                             |
| 2020 | cancelado por la pandemia de COVID-19 | cancelado por la pandemia de COVID-19 | cancelado por la pandemia de COVID-19 | cancelado por la pandemia de COVID-19       | cancelado por la pandemia de COVID-19       | cancelado por la pandemia de COVID-19       |                                             |                                             |                                             |
| 2019 | Yeray Durán López                     | España                                | 11:48:09                              | Leire Martínez Herrera                      | España                                      | 14:36:42                                    |                                             |                                             |                                             |
| 2018 | Yeray Durán López                     | España                                | 12:57:03                              | Azara García de los Salmones Marcano        | España                                      | 14:21:52                                    |                                             |                                             |                                             |
| 2017 | Yeray Durán López                     | España                                | 11:29:47                              | Christelle Bard                             | Francia                                     | 13:58:07                                    |                                             |                                             |                                             |
| 2016 | Sange Sherpa                          | Nepal                                 | 12:01:27                              | Marcia Zhou                                 | Estados Unidos                              | 17:15:10                                    |                                             |                                             |                                             |
| 2015 | Carlos Pascual Sempere                | España                                | 13:02:34                              | A. Raquel Rivero Delgado                    | España                                      | 15:03:34                                    |                                             |                                             |                                             |
| 2014 | Luis Alberto Hernando Alzaga          | España                                | 11:08:08                              | Silvia Ainhoa Trigueros Garrote             | España                                      | 14:29:23                                    |                                             |                                             |                                             |
| 2013 | David López Castán                    | España                                | 10:56:03                              | Rosario Adrián Caro                         | España                                      | 12:59:09                                    |                                             |                                             |                                             |
| 2012 | Santiago Obaya Fernández              | España                                | 11:10:24                              | Carrera suspendida antes de su finalización | Carrera suspendida antes de su finalización | Carrera suspendida antes de su finalización | Carrera suspendida antes de su finalización | Carrera suspendida antes de su finalización | Carrera suspendida antes de su finalización |
| 2011 | Miguel Heras Hernández                | España                                | 10:43:19                              | Nerea Martínez Urruzola                     | España                                      | 13:48:30                                    |                                             |                                             |                                             |

### Trail
| 2022 | Anders Johnny Kjaervik                | Noruega                               | 6:41:02                               | Yasmina Castro Chacón                       | España                                      | 8:13:08                                     |                                             |                                             |                                             |
| 2021 | Andreu Simón Aymerich                 | España                                | 6:31:25                               | Marta Molist Codina                         | Bandera de España                           | 7:35:00España                               |                                             |                                             |                                             |
| 2020 | cancelado por la pandemia de COVID-19 | cancelado por la pandemia de COVID-19 | cancelado por la pandemia de COVID-19 | cancelado por la pandemia de COVID-19       | cancelado por la pandemia de COVID-19       | cancelado por la pandemia de COVID-19       |                                             |                                             |                                             |
| 2019 | Abel Carretero Ernesto                | España                                | 6:18:42                               | Silvia Puigarnau Coma                       | España                                      | 7:24:32                                     |                                             |                                             |                                             |
| 2018 | Yeray Alberto Rodríguez González      | España                                | 7:06:55                               | Francesca Scribani                          | Italia                                      | 8:11:22                                     |                                             |                                             |                                             |
| 2017 | Pau Bartolo Roca                      | España                                | 6:48:19                               | Graziana Pe                                 | Italia                                      | 8:17:51                                     |                                             |                                             |                                             |
| 2016 | Pau Bartolo Roca                      | España                                | 6:34:02                               | Silvia Pérez Delgado                        | España                                      | 9:46:55                                     |                                             |                                             |                                             |
| 2015 | José Carlos Vera Lorenzo              | España                                | 6:54:31                               | Juani Santana Medina                        | España                                      | 9:06:39                                     |                                             |                                             |                                             |
| 2014 | Dani Tristany Cara                    | España                                | 5:11:33                               | Myriam Guillot                              | Francia                                     | 5:46:38                                     |                                             |                                             |                                             |
| 2013 | Cristofer Clemente Mora               | España                                | 4:21:41                               | Nayra Diaz González                         | España                                      | 6:06:38                                     |                                             |                                             |                                             |
| 2012 | Miguel Caballero Ortega               | España                                | 5:36:40                               | Carrera suspendida antes de su finalización | Carrera suspendida antes de su finalización | Carrera suspendida antes de su finalización | Carrera suspendida antes de su finalización | Carrera suspendida antes de su finalización | Carrera suspendida antes de su finalización |
| 2011 | Alfredo Gil García                    | España                                | 4:41:56                               | María Díaz-Agero García                     | España                                      | 6:43:21                                     |                                             |                                             |                                             |

### Maratón
| Año  | Ganador (m)                           | Nacionalidad                          | Tiempo                                | Ganadora (f)                          | Nacionalidad                          | Tiempo                                |
| ---- | ------------------------------------- | ------------------------------------- | ------------------------------------- | ------------------------------------- | ------------------------------------- | ------------------------------------- |
| 2022 | Albi Aridani Cedres Viñoly            | España                                | 4:15:30                               | Gema Del Valle de Lema                | España                                | 5:46:49                               |
| 2021 | Fran Anguita Bayo                     | España                                | 3:40:35                               | Tiphaine Germain                      | Francia                               | 4:50:53                               |
| 2020 | cancelado por la pandemia de COVID-19 | cancelado por la pandemia de COVID-19 | cancelado por la pandemia de COVID-19 | cancelado por la pandemia de COVID-19 | cancelado por la pandemia de COVID-19 | cancelado por la pandemia de COVID-19 |
| 2019 | Pau Capell                            | España                                | 3:28:23                               | Iballa Castellano San Ginés           | España                                | 4:52:33                               |
| 2018 | Pau Capell                            | España                                | 3:28:30                               | Anna Berglind Palmadottir             | Islandia                              | 4:58:52                               |
| 2017 | Dailos García Pombrol                 | España                                | 3:50:19                               | Esther Hernández Hernández            | España                                | 5:50:29                               |
| 2016 | José Luis Hinojosa Marchal            | España                                | 3:54:04                               | Elisabet Margeirsdottir               | Islandia                              | 4:44:36                               |
| 2015 | José Manuel León Medina               | España                                | 3:55:50                               | Silvia Pérez Delgado                  | España                                | 5:27:28                               |

### Media
| Año  | Ganador (m)                           | Nacionalidad                          | Tiempo                                | Ganadora (f)                          | Nacionalidad                          | Tiempo                                |
| ---- | ------------------------------------- | ------------------------------------- | ------------------------------------- | ------------------------------------- | ------------------------------------- | ------------------------------------- |
| 2022 | Alejandro Díaz Díaz                   | España                                | 1:53:56                               | Silvia Álvarez Díaz                   | España                                | 2:13:55                               |
| 2021 | Eduard Hernández Teixidor             | España                                | 1:34:54                               | Ikram Rharsalla                       | España                                | 1:51:13                               |
| 2020 | cancelado por la pandemia de COVID-19 | cancelado por la pandemia de COVID-19 | cancelado por la pandemia de COVID-19 | cancelado por la pandemia de COVID-19 | cancelado por la pandemia de COVID-19 | cancelado por la pandemia de COVID-19 |
| 2019 | Alejandro Díaz Díaz                   | España                                | 1:31:38                               | Marta Pérez Maroto                    | España                                | 1:57:24                               |
| 2018 | Eduard Hernández Teixidor             | España                                | 1:36:11                               | Sonia Prieto García                   | España                                | 2:07:27                               |
| 2017 | Juan García González                  | España                                | 1:42:10                               | Elena Pérez Pérez                     | España                                | 2:22:13                               |
| 2016 | Antonio Arce Franco                   | España                                | 1:35:18                               | Rosa Navarro García                   | España                                | 1:56:06                               |
| 2015 | Antonio Arce Franco                   | España                                | 1:36:15                               | Ana Begoña González Francisco         | España                                | 2:13:03                               |
| 2014 | Antonio Arce Franco                   | España                                | 2:08:36                               | Carole Philomin                       | Francia                               | 2:55:32                               |
| 2013 | Francisco Javier Martín Gómez         | España                                | 2:03:24                               | Paula Martín Umpierrez                | España                                | 2:19:12                               |
| 2012 | José Padrón Armas                     | España                                | 1:50:56                               | María del Cristo Gómez Farina         | España                                | 2:22:27                               |
| 2011 | José Quintero García                  | España                                | 1:41:08                               | Cristina del Val Pastor               | España                                | 2:01:10                               |